# Jiří Nečas

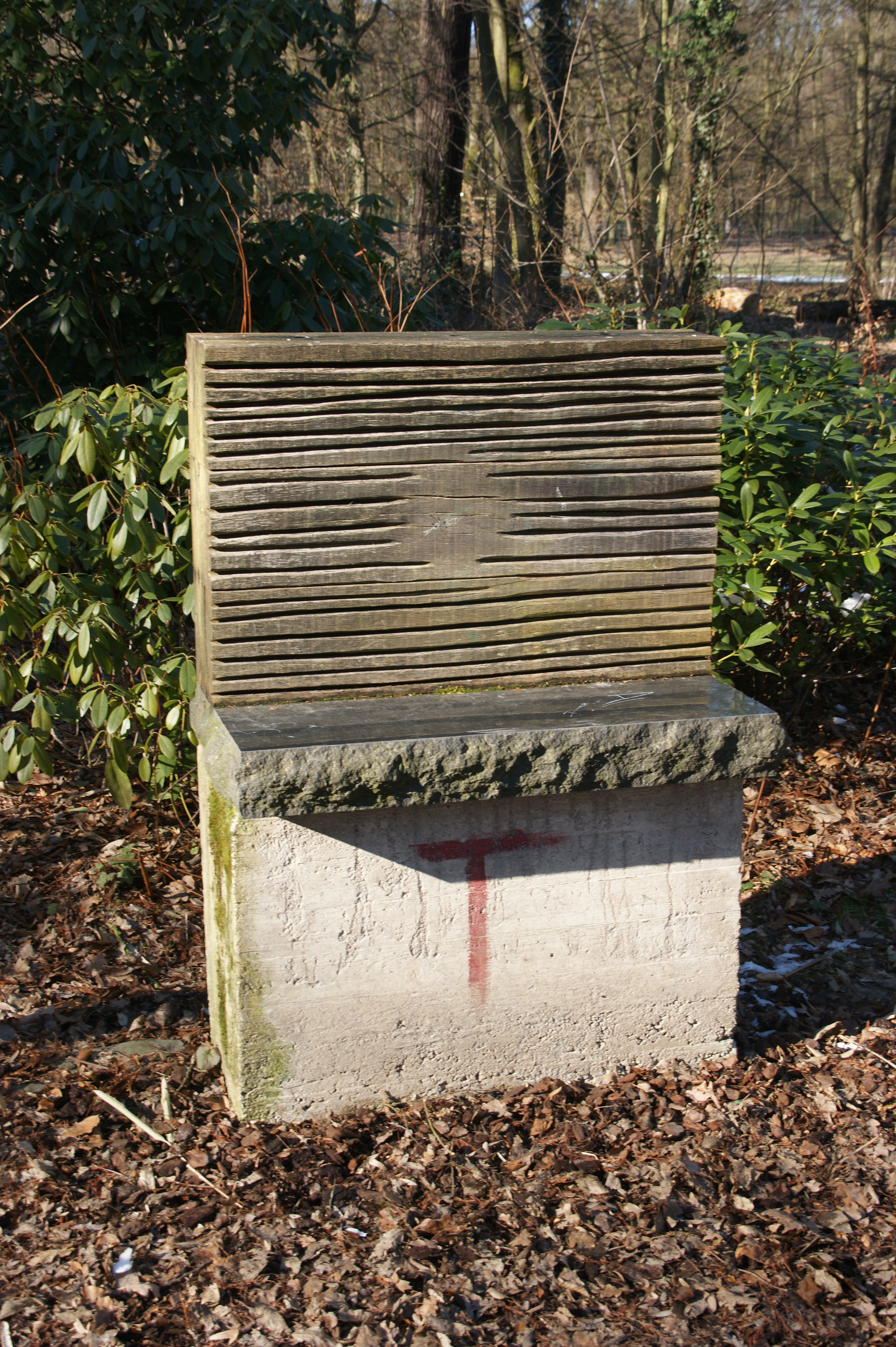
Materielle Studie (2004) im Garten von Burg Wissem

Jiří Nečas (* 27. Februar 1955 in Brünn; † 1. Juni 2018) war ein tschechischer Künstler und Sprachwissenschaftler.

## Leben
Nach dem Studium der bildenden Kunst und der tschechischen Sprache an der Palacký-Universität in Olmütz (1974–79) arbeitete er als Künstler und Ausstellungskurator in Posen / Polen, wo er von 1981 bis 1996 an der dortigen Universität den Lehrstuhl für Bohemistik aufbaute, lehrte und promovierte.
Seit 1997 lebte und arbeitete er als freischaffender Künstler in Sankt Augustin bei Bonn. Für den Künstler Jiří Nečas stand das Zeichnen im Mittelpunkt. Der inhaltlichen Reflexion, die meist von einem Begriff, einem Satz oder bestimmten Zahlenverhältnissen ausgeht, folgt die konzeptionelle Klärung in formalästhetischer und technischer Hinsicht. Sie ermöglicht die graphische Umsetzung mit kontrollierter Spontanität.
Sein künstlerisches und literarisches Verständnis ist geprägt von der systematischen Beschäftigung mit der Musik des 20. Jahrhunderts. In seinen Künstlerbüchern, Leporellos und Heften entfalten sich zwischen den im traditionellen Sinn lesbaren sprachlichen Zeichen rhythmisch gesetzte Linien gleich einem „Morsealphabet“ (J.N.) bzw. wie eine 'graphischen Vertonung' der gesprochenen Sprache. Als Sprachwissenschaftler sind seine gezeichneten Kommentare Bilder für das Wort hinter dem Wort, oder für die auf den sprachlichen Hintersinn bezogenen Assoziationen. Lesen wird hier zu einem Entziffern abstrakter oder bildlicher Zeichen mit ein- oder mehrdeutigem Sinn, was nicht notwendig impliziert, die Zeichen auch zu verstehen.
In zahlreichen Arbeiten nimmt er seinen Ausgangspunkt von bestimmten Zahlenverhältnissen, die seit der Antike auf die enge Verbindung zwischen Geometrie, Musik und Kosmologie verweisen. Seine Beschäftigung mit altchinesischer Philosophie, Literatur und Kunst wiederum zeigt sich im Streben nach Reduktion, im Umgang mit dem leeren Raum.
Seit den 1980er Jahren werden seine Werke international in Galerien, Museen u. a. kulturellen Einrichtungen ausgestellt.
Seit 2008 arbeitete er im privaten Internat Solling als Kunstlehrer für Oberstufenschüler.